# Hans Leipelt
Hans Conrad Leipelt, né le 18 juillet 1921 à Vienne et exécuté le 29 janvier 1945 à la prison de Stadelheim à Munich, est un résistant allemand au national-socialisme.
Il commença ses études de chimie à l'université de Hambourg en 1940 et les poursuivit à l'université de Munich au semestre d'hiver 1941-1942. Il maintient néanmoins des liens étroits avec le groupe de la Rose blanche de Hambourg, à qui il fait connaître les activités de celle de Munich. Après l'exécution de Sophie Scholl, de Hans Scholl et de Christoph Probst en février 1943, il se procure le sixième tract de La Rose blanche, le polycopie et le diffuse avec son amie Marie-Luise Jahn sous le titre Et leur esprit vit toujours !. Ils récoltent ensemble de l'argent pour la veuve du professeur Kurt Huber mais sont dénoncés et arrêtés. Hans Leipelt comparaît devant le Volksgerichtshof à Donauworth le 13 octobre 1944 et est condamné à mort. Marie-Luise Jahn est condamnée à 12 ans de maison de redressement. Hans est guillotiné par le bourreau Johann Reichhart le 29 janvier 1945 à la prison de Stadelheim à Munich. Il est enterré dans l'Ehrenhain II au cimetière de la Forêt de Perlach à Munich.
Une école de Donauworth fut nommée Hans-Leipelt-Schule, une rue à Munich et une autre à Donauworth furent nommées en son honneur et la Hans-Leipelt-Seminarraum de l'université de Munich fut inaugurée en 2000.

## Littérature
- Marie-Luise Schultze-Jahn : "...und ihre Geist lebt trotzdem weiter!" Widerstand im Zeichen der Weissen Rose, Berlin 2003  (ISBN 3-936411-25-5)
- Gunther Staudacher: Margaretha Rothe und die Hamburger Weiße Rose – Sichtweisen ihres Umfelds, Balingen 2022  (ISBN 978-3-7549-4365-6)